# 강민혁 (축구 선수)
강민혁(한국 한자: 康珉赫, 1982년 7월 10일 ~ )은 대한민국의 전직 축구 선수이며 현역 포지션은 수비수였다.

## 유소년 시절
대구대학교 축구부에서부터 박순태 감독의 지도 아래 특유의 짠물수비로 험멜코리아배 전국추계대학축구연맹전에서 팀의 준우승에 큰 공헌을 하였다.

## 클럽 경력

### 성남 일화 천마
이후 2005년 대구대의 역대 선배들처럼 성남 일화 천마에 입단하며 프로무대에 입성하게 되었으나, 당시 리그 3연속 우승과 챔스 준우승을 하는 등의 강팀이던 성남의 주전 수비수들이 워낙 견재했기 때문에 한 경기도 치르지 못한 채 팀을 떠나게 되었다.

### 경남 FC
2006년 신생팀인 경남 FC에 연습생 신분으로 입단하여 실력을 인정받아 정식 계약을 체결하였다. 경남에서 박항서 감독의 지휘 아래 보낸 1시즌 동안 주로 측면 수비수 자리에서 리그 25경기에 나서며 팀의 핵심 수비수로 자리 잡았다.

### 제주 / 광주
이후 고향을 연고지로 하는 제주 유나이티드로 이적하였지만 주전 자리에서 밀리며 2007년 말 군 복무를 위해 광주 상무에 입단하게 된다. 2시즌 동안 3백의 주축 수비로 리그 정상급의 활약을 펼친 후 제주로 복귀하였다.
복귀 이후 조용형, 홍정호와의 주전 경쟁에서 밀리며 시즌 초반 출전 기회를 잡는 데 어려움을 겪었으나 조용형이 알라얀으로 떠난 후 주전으로 도약하며 홍정호 선수와 함께 팀의 주축 수비로 '명품 수비'라는 별칭이 붙을 정도의 견고한 수비와 김호준 골키퍼의 최후방 수비까지 더해 리그 최소 실점을 기록하며 리그 준우승으로 시즌을 마쳤다.

### 경남 FC로의 복귀
2012년 경남 FC로 이적하였다. 경남 FC에서는 주로 수비형 미드필더로 팀내 최다 출전 시간을 기록하며 FA컵 준우승에 일조하였다.

### 김해시청 축구단
2016시즌을 앞두고 내셔널리그의 김해시청 축구단에 입단하며 1년 주전 선수로 활약하다가 은퇴를 하게 된다.

## 플레이 스타일
정확도 높은 태클 능력과 준수한 빌드업, 중앙 수비부터 측면 수비에 수비형 미드필더 자리까지 커버가 가능한 멀티 플레이어였다.

## 수상 내역

### 대회 기록
대구대학교 (2001 ~ 2005)
- 전국추계대학축구연맹전 ● 준우승: 2004

제주 유나이티드 FC (2007 ~ 2011)
- K리그 ● 준우승: 2010

경남 FC (2012 ~ 2015)
- FA컵 ● 준우승: 2012

## 기타
2013년 제주에서 권미선씨와 결혼식을 가졌다.

## 참고 자료
- K리그 철벽으로 거듭난 '연습생 신화' 강민혁